# Tarantel·la

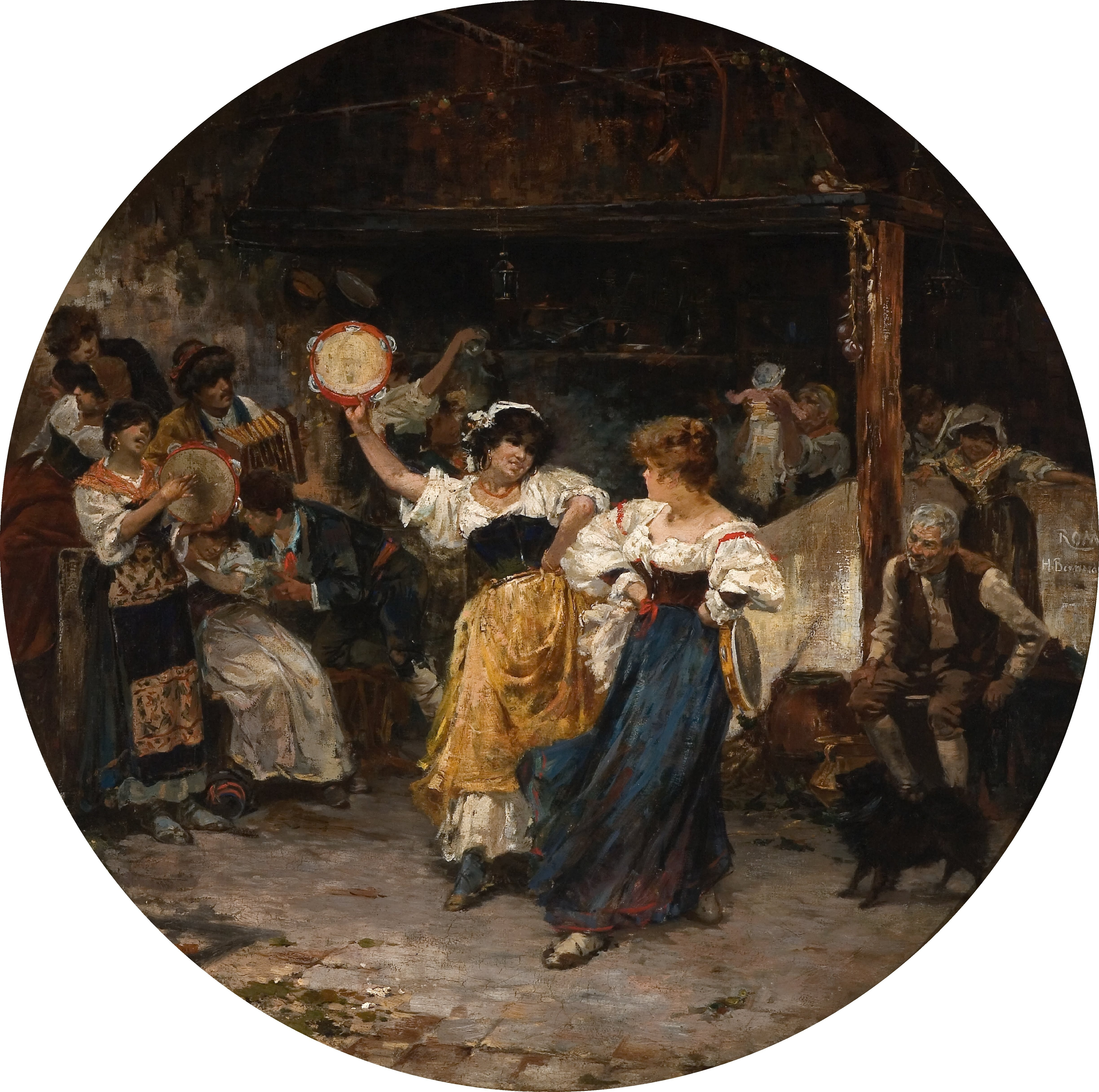
La tarantel·la vista per Henrique Bernadelli

La tarantel·la és un ball tradicional ràpid i alegre originari del sud d'Itàlia. N'existeixen diverses versions locals, com la napolitana, la calabresa o la de Montemarano (Campània); i de vegades hom pot incloure dins de la tarantel·la altres balls del sud d'Itàlia emparentats amb ella, com la tammurriata de Campània, la viddaneddha de Reggio Calabria o la pizzica del Salent (Pulla). El fet que el nom d'aquest ball particular pugui agrupar també genèricament d'altres s'explica perquè va ser molt popular i gairebé un símbol al Regne de les Dues Sicílies al segle xix, de manera que, en aquella època, algunes persones van començar a anomenar amb aquest nom, que era el que estava de moda i era conegut arreu, a altres balls i danses semblants. En aquell segle, una tarantel·la estilitzada va incloure's a la dansa clàssica.
Avui dia encara és popular al sud d'Itàlia, i per exemple es balla regularment a les trobades de balls tradicionals i populars que es fan a la plaça del Rei de Barcelona.

## Etimologia
Una antiga llegenda diu que el nom d'aquesta dansa tradicional pot provenir d'«aranya tarant» o «taràntula», però no és clar si és pels moviments que produeix una persona que fuig, o que acaba de ser picada per aquesta, o bé per un suposat origen sanador d'aquest ball, alguna manera de curar-la o de fer suportar millor el dolor en una mena de dansa-teràpia.
Una altra versió situaria l'origen del nom del ball a Tàrent, o en algun altre lloc més imprecís de la Pulla, on hi ha una cultura popular pròpia força desenvolupada amb, per exemple, una llengua, el tarandine, i que té un tipus de música tradicional que antigament es deia tarantedde.

## Indumentària
La indumentària tradicional consta de, per a les dones, una camisa àmplia blanca, un davantal blanc o clar, un cosset negre i una faldilla àmplia amb vol, generalment de colors vius i decorada amb una, dues o tres franges horitzontals en un color que contrasti, sovint negres, al baix. Els homes porten mitges i camisa blanques, armilla habitualment negra o fosca, pantalons d'un color viu i faixa en un color que contrasti. Els ballarins poden fer anar castanyoles o, molt més habitualment, una pandereta amb picarols, que pot estar adornada amb cintes llargues de colors vius.